# T1 (eSports)
T1 (abans coneguda com SK Telecom T1 o SKT T1) és un equip d'esports electrònics sud-coreà operat per T1 Entertainment & Sports, una empresa conjunta de SK Telecom i Comcast Spectacor. A finals de 2003, SK Telecom va contractar l'equip StarCraft Orion (abans 4U) de Lim Jo-hwan i el va posar sota la bandera del conglomerat. Lim Jo-hwan va assumir el paper de capità de l'equip. L'equip de T1 de League of Legends ha guanyat les edicions de 2013, 2015, 2016, 2023 i 2024 del League of Legends World Championship.